# Pokładnik
Pokładnik (bims) – element pokładu jednostki pływającej, poprzeczne wiązanie pomiędzy burtami, dające oparcie poszyciu pokładu. Pokładnik wraz z dwoma wręgami i dennikiem tworzy ramę wręgową.
Półpokładnik – pokładnik pod półpokładem, a więc nie przechodzący całej szerokości pokładu, lecz kończący się na otworze w pokładzie (luk, kokpit, opętnik itp.).